# 洛伊纳
洛伊纳（德語：Leuna，發音：[ˈlɔʏna] ⓘ）是德国萨克森-安哈尔特州萨勒县的城市，面积87.71平方千米，2023年12月31日人口为14,174人。